# Les Bois
Les Bois (antiguamente en alemán Rudisholz) es una comuna suiza del cantón del Jura, situada en el distrito de Franches-Montagnes. Limita al norte con la comuna de Le Noirmont, al este con Saint-Imier (BE) y Sonvilier (BE), al sur con La Ferrière (BE) y La Chaux-de-Fonds (NE), y al oeste con Fournet-Blancheroche (FRA-25) y Charquemont (FRA-25).